# Покрајина Јазд
Покрајина Јазд (перс. استان یزد) је једна од 30 провинција у Ирану. Налази се у централном делу земље и њен административни центар је истоимени град Јазд.
Покрајина се простире на 73,467 km², и према најновијој подели, сачињена је од 10 шахрестана. Према попису из 1995. у Јазду живи 750.769 становника, од чега је 75,1% из урбане и 24,9% из руралне средине. У 2006. процењено је да у Јазду живи 999.048 људи. Поред велике стопе природног прираштаја, на повећање брпја становника утицале су и миграције из сеоских области.